# Comté de Bracken
Pour les articles homonymes, voir Bracken.

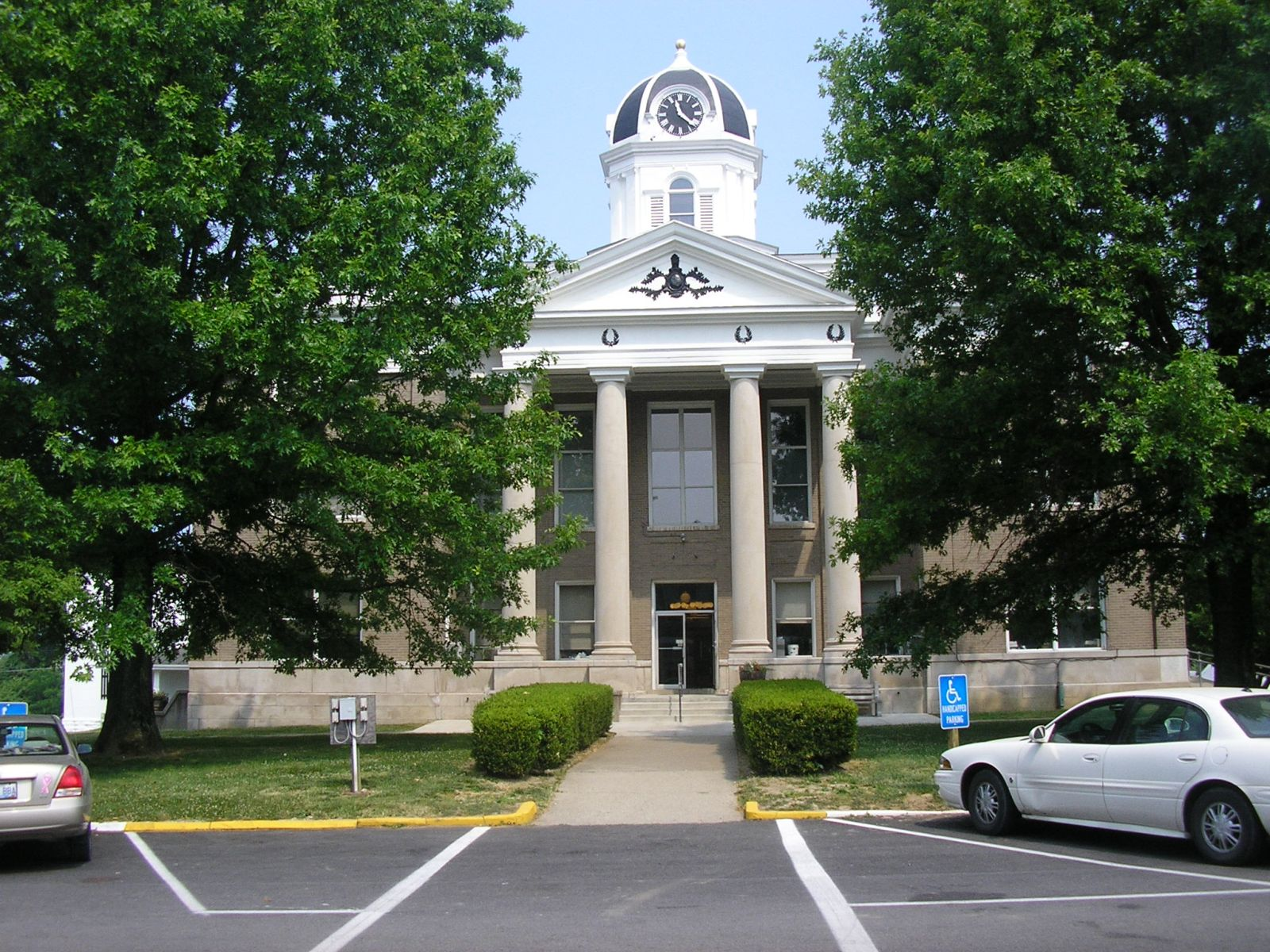
Bracken County Courthouse

Le comté de Bracken est un comté de l'État du Kentucky, aux États-Unis. Son siège est Brooksville.